# خرمنلی تپه
خرمنلی تپه مربوط به دوره اشکانیان - دوره ساسانیان است و در شهرستان ماهنشان، بخش انگوران، دهستان انگوران، ۳۵۰ متری شرق روستای آق بولاغ واقع شده و این اثر در تاریخ ۲۷ بهمن ۱۳۸۷ با شمارهٔ ثبت ۲۴۶۱۰ به‌عنوان یکی از آثار ملی ایران به ثبت رسیده است.